# Norcasia
Norcasia là một khu tự quản thuộc tỉnh Caldas, Colombia. Thủ phủ của khu tự quản Norcasia đóng tại Norcasia Khu tự quản Norcasia có diện tích 187 ki lô mét vuông. Đến thời điểm ngày 28 tháng 5 năm 2005, khu tự quản Norcasia có dân số  người.